# 台南紡織
臺南紡織股份有限公司（Tainan Spinning Co., Ltd.）（簡稱臺南紡織或南紡）是臺灣最大的聚酯棉與紡紗企業，創立於1955年3月21日，主要生產棉紗、化纖。總部設於臺南市，在越南同奈省邊和市設有分公司。

## 歷史
在1950年代，中華民國政府將紡織工業視為特許行業，禁止民間經營。1953年，韓戰結束，中華民國政府展開第一期四年經濟建設計劃，開放民間設立紡織廠。吳尊賢與吳三連在臺北遊說政府，希望取得特許權，在臺南的吳修齊則積極連絡臺南士紳，取得資金，在侯雨利、王金長、吳俊傑、顏岫峰等人投資下，共同申請成立紡織廠。1954年，行政院經濟安定委員會核准臺南紡織公司成立。
- 1955年3月，奉准股份有限公司登記，於臺南市後甲地區購地約十二公頃，開工興建廠房，12月紡紗一萬錠開始生產。
- 1958年3月，增設織布機。
- 1970年，興建仁德廠，廠地47公頃；隔年開始生產紗布。
- 1973年在仁德廠東側興建化學纖維廠；1976年開始生產聚酯棉，同年仁德廠增設空氣精紡機。
- 1984年1月，併購生產聚酯絲之世代興業公司，並命名為太子廠，廠地18公頃。
- 1986年2月，併購生產棉紗之南允紡織公司，並命名為新市廠，廠地10公頃。
- 1988年12月，吳三連病逝。
- 1989年1月，推選吳修齊為董事長。10月，股票公開上市，資本額為45億元。
- 1994年11月，仁德廠及化纖廠獲ISO 9002認證通過。
- 1995年6月，太子廠及新市廠獲ISO 9002認證通過。
- 1997年5月，仁德廠開始生產棉紗。
- 1999年11月，太子廠及化纖廠獲ISO 14001認證通過。
- 2001年4月，後甲廠停產，遷廠至越南同奈省邊和市。
- 2004年6月，吳修齊轉為名譽董事長，鄭高輝升任董事長。
- 2014年12月，後甲廠拆除，轉型為購物中心南紡夢時代（現南紡購物中心），並開始試營運。2015年2月11日正式開幕[1]。
- 2015年8月，侯雨利之孫侯博明任副董事長，聘陳鴻模任總經理。
- 2016年6月，鄭高輝轉為名譽董事長，侯博明升任董事長[2]。
- 2019年6月，王立範升任總經理。仁德廠含化學纖維廠停產，並開始規劃轉型為科技園區[3][4][5]，將於2025年中動工[6]。
- 2025年6月，王立範退休，由江俊謀升任總經理。

## 產能
- 紡紗
  - 環錠紡紗 159,904 錠
  - 空氣紡紗  2,832 錠
- 聚酯絲 日產 200 噸
- 聚酯棉 日產 348 噸
- 聚酯粒 日產 365 噸
- 瓶用酯粒 日產 300 噸
- 加工絲

## 廠房分布
臺灣
- 新市總廠

位於遠東科技大學南方270公尺處
- 仁德總廠＆化學纖維廠

位於新田工業區，為彼此相鄰的兩座廠房，之間以三爺宮溪做為分界線，亦有橋梁連接。
三廠部分後為展覽會館。興建目的為協助臺南縣市合併升格後推動展覽，在賴清德市府牽線下，與旺旺中時媒體集團簽訂廠房租賃計畫，將原本的仁德三廠用地興建「南紡世貿展覽中心」，扮演南台灣具大型規模的專業展覽展示平台，秉持回饋社會的在地企業精神。2011年11月落成，接替1月結束營運的貝汝展覽館。2021年12月31日，因應大台南會展中心即將落成而結束營運，象徵階段性任務完成。
- 仁德太子廠

位於太乙工業區
 越南
- 一廠＆二廠

兩座廠房皆位於同奈省邊和市邊和二工業區
- 太子龍廠

位於同奈省仁澤縣仁澤工業區

## 其他

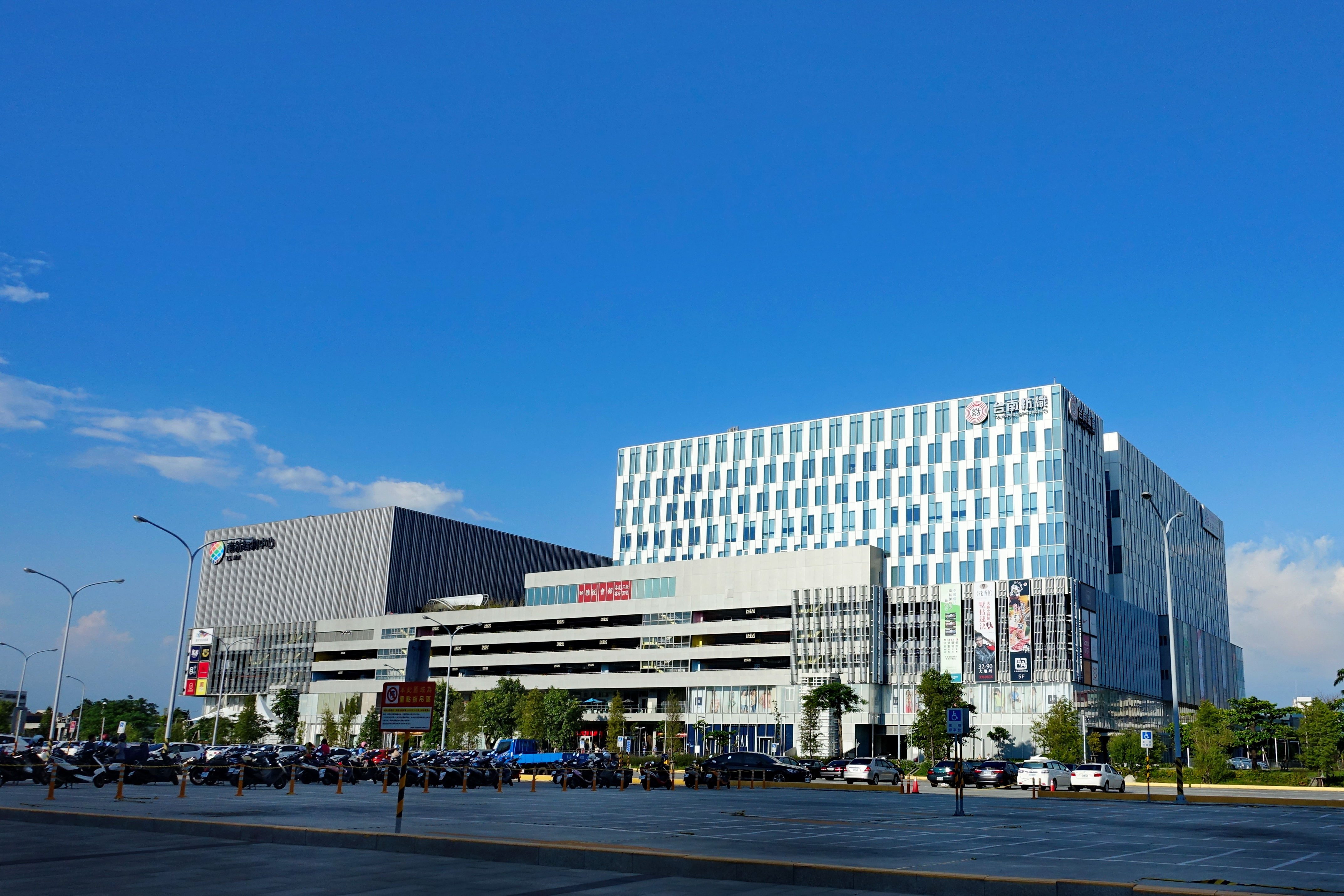
南紡購物中心A1館，原南紡後甲總廠

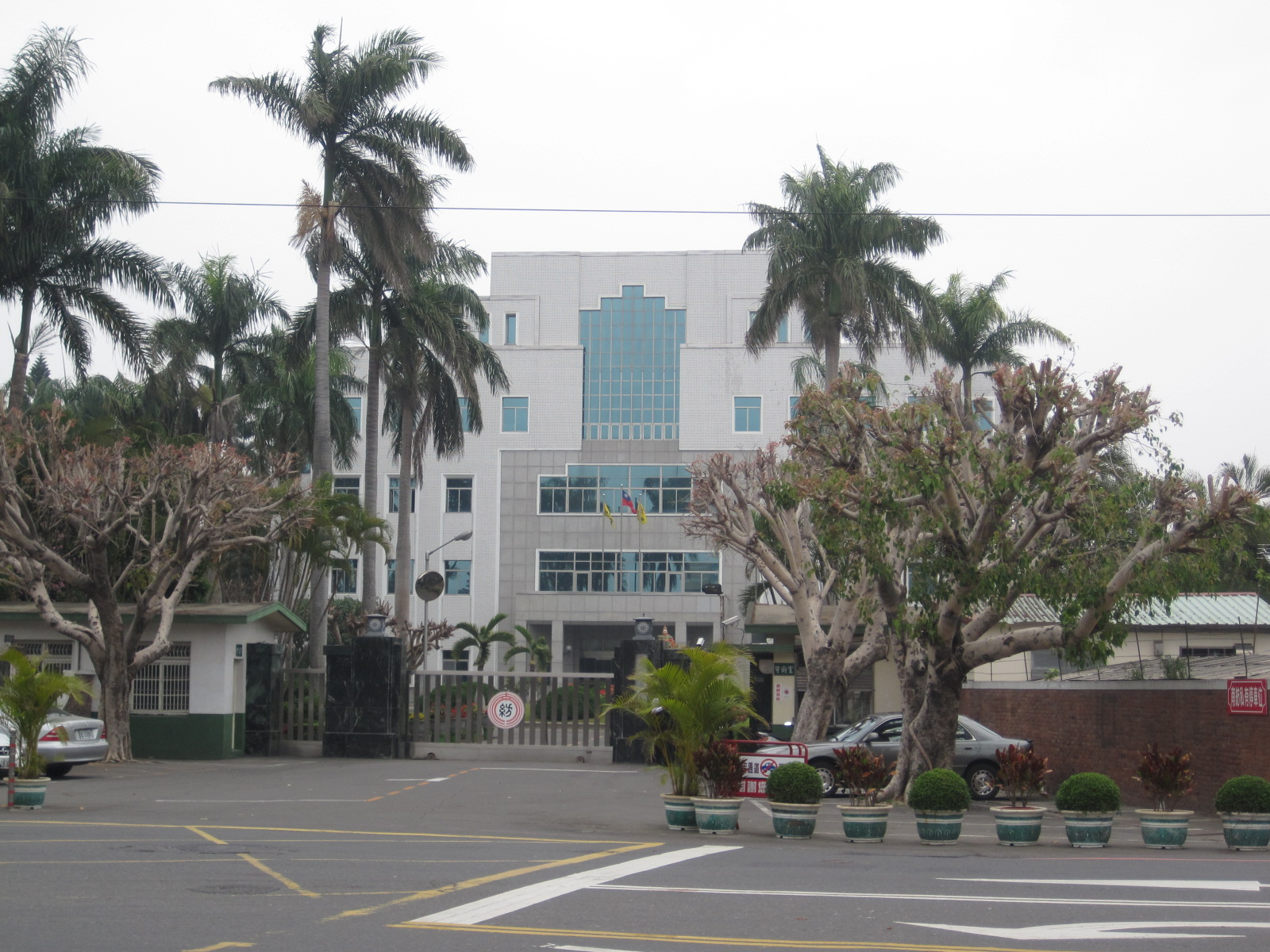
原位於後甲總廠南側的舊總公司大樓，現已拆除。

- 統一國際大樓

南紡持股19%，持有8至10樓合計2,010坪辦公樓層，以及該樓地下2至6樓租予誠品。
- 三連大樓

位於臺北市基隆路與忠孝東路交叉口，南紡持有總計643坪辦公樓層。
- 後甲總廠

位於臺南市後甲圓環西北側，基地係日治時期之競馬場。2011年6月都更案獲臺南市政府都市發展局通過，與統一企業開發土地總面積共3.6萬坪。全區分四期開發，項目為商業用地1.6萬坪、綠地公園1.47萬坪、住宅用地5700坪。
第一期為土地面積8000坪，總樓地板面積5.4萬坪的南紡購物中心A1館、老爺行旅、南紡國際大樓、時代公園、東光路地下停車場。
第二期為土地面積2900坪，總樓地板面積2.1萬坪的南紡購物中心A2館（南紡置地廣場）。
第三期為結合精品百貨、飯店及辦公室大樓的南紡購物中心A3館，基地預定為舊總公司大樓原址。
第四期為住宅大樓，基地預定為東寧館外停車場。